# Notis Sfakianakis

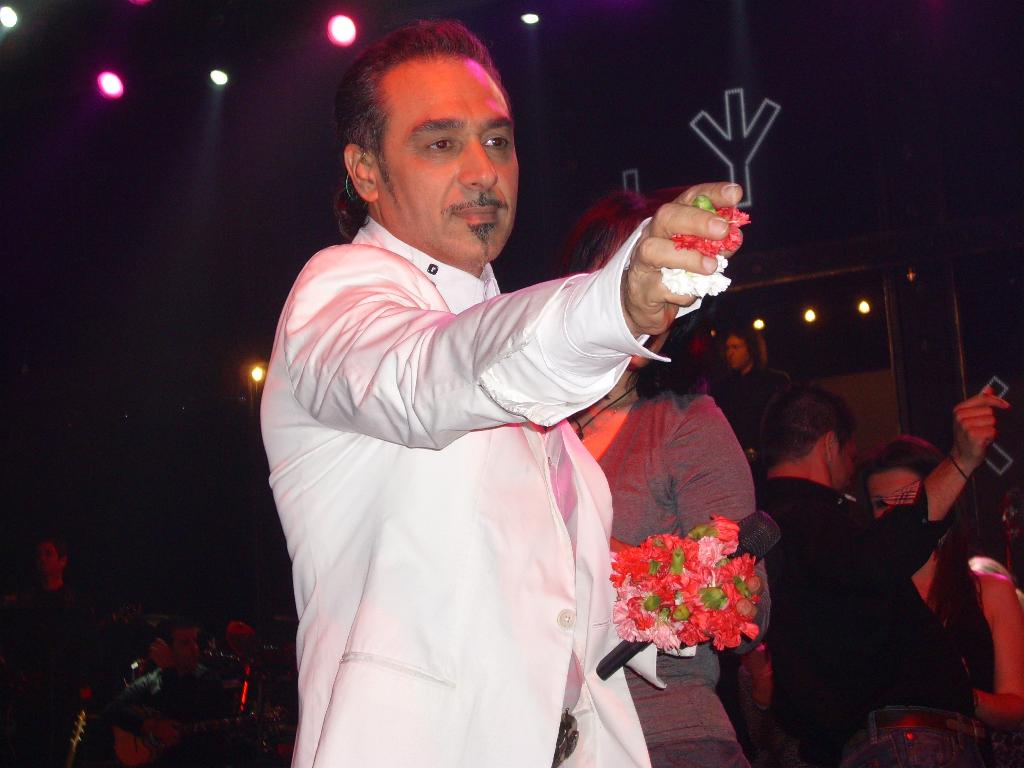
Notis Sfakianakis, 2008

Panagiotis „Notis“ Sfakianakis (griechisch Παναγιώτης „Νότης“ Σφακιανάκης, * 2. November 1959 in Iraklio, Kreta) ist mit weltweit fünf Millionen verkauften Tonträgern einer der erfolgreichsten griechischen Sänger.

## Leben und Karriere
Notis Sfakianakis kam als Sohn von Konstantinos († 1997) und Maria Sfakianakis zur Welt. Sein Vater war Gärtner am Park von Nikos Kazantzakis und stammte aus Kreta. Seine Mutter stammt aus Kleinasien. Notis ist verheiratet mit Kylie Sfakianakis und hat zwei Kinder.
Nach der Trennung seiner Eltern zog Notis als 7-Jähriger mit seiner Mutter zu Verwandten auf die Insel Kos und wuchs dort auf. Notis beendete seine schulische Laufbahn nach der 7. Klasse und jobbte z. B. als Gas-Wasser-Installateur, Elektriker oder Kellner in Cafés und Live-Clubs. Während Aufenthalten bei seiner nach München gezogenen Mutter war er als Reinigungskraft in einem Behindertenheim angestellt. Seit 1975 arbeitete er als DJ in Clubs und Diskotheken auf Kos. Dort lernte er auch seine spätere Ehefrau Kylie, mit der er seit dem 4. Mai 1994 verheiratet ist, Anfang 1981 kennen.
Anfang 1985 mietete Notis die Diskothek „Apollon 1“ und gestaltete diese zu einem Live-Club um. Er selbst spielte Schlagzeug und sang erstmals professionell. Schon im August desselben Jahres trat Notis im größeren Club „Apollon 2“ als Sänger auf. Im Jahre 1987 ging Notis nach Athen, blieb jedoch erfolglos. Im Sommer 1988 bekam er ein erneutes Angebot eines Clubs in Athen. Doch der Bedingung, seinen seit 1975 getragenen Ohrring abzulegen, kam er nicht nach und verzichtete. Er trat dann im Club „Anetta“ auf. Dort erschien er regelmäßig um 3.30 Uhr nachts auf der Bühne, gleich nach der Künstlerin Poly Panou. Diese begrüßte ihn immer mit den Worten: „Jetzt wird Notis singen, komm Herrscher (Archontas)!“ Sie war die Erste, die ihm diesen Spitznamen gab, der ihn in Griechenland als „Herrscher der Nacht“ zum Mythos machte.
Sfakianakis bekennt sich als Unterstützer der neonazistischen Partei Chrysi Avgi. Die Sängerin Despina Vandi distanzierte sich daraufhin von Sfakianakis.

### Trivia
- 1997: Platte „Embirion Sillektis“ (Sammler von Erfahrungen), Liveaufnahme von Konzerten mit gecoverten Liedern griechischer und ausländischer Künstler und zwei neuen Songs. Alle Einnahmen dieses Albums spendete Notis der Gemeinde Ormenio an der Grenze zu Bulgarien und der Türkei, für die Erstellung eines Kulturzentrums. Das erbaute Kulturzentrum trägt heute den Namen „Kulturzentrum, Notis Sfakianakis“ und wurde 1998 am Rande von Notis Griechenland-Tournee eröffnet.
- 2000 forderte er im Rahmen einiger Konzerte auf Zypern vom Minister für Bildung und Kultur Zyperns die Genehmigung, ein Monument zu Ehren von Solomos Solomou (griechisch-zypriotischer Freiheitskämpfer) erbauen zu dürfen. Sie wurde ihm erteilt.
- November 2004 nahm er an einem Benefizspiel zwischen den Veteranen von Olympiakos Piräus und Künstlern und Journalisten zu Gunsten eines 11-jährigen Mädchens, das schwer erkrankt war, teil.
- 2009–2010: Im Dezember 2009 sowie im April und im November 2010 erschien jeweils eine CD des ersten Trilogie-Albums in der griechischen Musikgeschichte mit dem Namen Matomeno Dakry („Blutende Träne“) mit Liedern über die gesellschaftlichen Probleme Griechenlands sowie romantischen Balladen und Tanzliedern.
- Am 7. Dezember 2010 wurde Notis Sfakianakis für sein 25-jähriges Jubiläum in der Musikbranche gekürt. Notis Sfakianakis hat weltweit fünf Millionen Tonträger verkauft.
- Mit dem Album 16 Aytotelis Istories verkaufte Notis Sfakianakis über 100.000 Tonträger. Somit ist es in Griechenland das meistverkaufte Album der letzten zehn Jahre.

## Auftritte

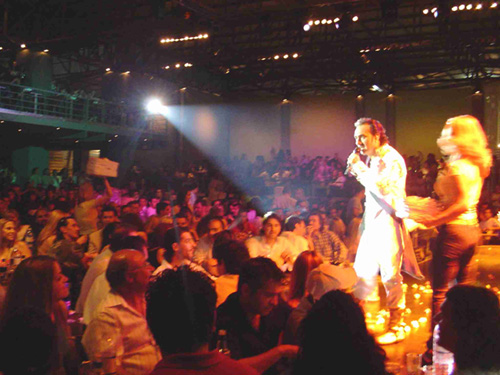
Auftritt Notis Sfakianakis’

Notis Sfakianakis gilt als extrovertiert, was seine künstlerischen Darbietungen angeht. Mit spektakulären Bühnenbildern und Bühneneffekten sowie professionellen Tanzgruppen während seiner Auftritte überrascht er sein Publikum. Bei seinen seltenen Fernsehauftritten zeigt er sich oftmals sehr USA-kritisch und tritt für die „Freiheit der Völker“ ein.

## Diskografie

### Alben
- 1991: Proti fora („Erstes Mal“)
- 1992: Eisai ena Pistoli („Du bist eine Pistole“)
- 1993: Me to N kai me to S („Mit dem N und mit dem Sigma“ – „formalen Abstand halten, sich befremden“)
- 1994: Notioanatolika tou kosmou („Südöstlich der Welt“)
- 1996: 5. Bima („5. Schritt“)
- 1998: I Notes ine 7-Psyches („Die Noten haben 7 Seelen“, gemeint: „Musik wird nie sterben“)
- 2000: Polychroma kai Entona („Farbenfroh und intensiv“)
- 2002: As milisoun ta tragoudia („Sollen die Lieder sprechen“)
- 2004: Me Agapi oti kanis („Was du auch tust, tu es mit Liebe“) (GR: Platin)[5]
- 2005: Ana…Genisis („Wieder…Geburt“) (GR: Platin)[6]
- 2006: Kinonia Ora 7 („Gesellschaft, sieben Uhr“)
- 2007: Mnimes („Erinnerungen“)
- 2009: Matomeno Dakry – Kinonikon („Blutende Träne – Gesellschaftslieder-Version“)
- 2010: Matomeno Dakry – Erotikon („Blutende Träne – Liebeslieder-Version“)
- 2010: Matomeno Dakry – Horeftikon („Blutende Träne – Tanzlieder-Version“)
- 2011: 21+4 Matomena Dakrya („21 + 4 blutende Tränen“)
- 2013: 16 Avtotelis Istories („16 vollendete Geschichten“)
- 2014: Mazi („Zusammen“)
- 2016: Otan epikinonoume („Wenn wir kommunizieren“)
- 2018: Kai o Eros Theos einai („Und Eros ist auch ein Gott“)

### Livealben
- 1997: Embirion Sillektis („Erfahrungssammler“)
- 1999: Enthimion („Andenken“)
- 2007: Nichtes Magikes („Bezaubernde Nächte“) (GR: Platin)[7]

### EPs
- 1997: Pro-Dia-Fimin („Vorwerbung“ – zweideutig – auch „Für die Bekanntheit“)
- 1999: Around the World
- 1999: Proangelos („Vorbote“)
- 2001: Telos … dichos Telos („Ende … ohne Ende“)
- 2002: Aniksis („Frühjahr“)

### Singles (Auswahl)
| - 1992: Opa Opa - 1993: Ma Esi Me Kes - 1994: O Aetos - 1994: Na Xanartheis - 1994: Ke Den Boro - 1994: Den Ponesa - 1996: Soma Mou - 1996: O Stratos - 1996: Den Se Hriazome - 1996: Davatzis - 1996: Perna Ki Esi - 1997: Giftissa Mera - 1997: Thelo Na Se Xanado - 1998: Mia Matia Sou Mono Ftani - 1998: Mipos Ime Trellos - 1998: Parallila - 1998: Stella I Smirnia - 1998: Paparouna - 1999: Na Chareis - 1999: Agapi Ti Diskolo Pragma | - 1999: Akou Vre File - 2000: Pare Me - 2002: Dinei Ta Filia - 2002: Agalmata - 2002: Taksidepse Me - 2002: Gia Senane Fovamai - 2004: Genethlia - 2004: Ola Ta S' Agapo - 2004: Exo Vrechei - 2005: Par' Ton Dromo - 2005: Ki An Me Vreis - 2007: Skoteine Mou Erota - 2007: Den Eimai San Tous Allous - 2011: Ena Tsigganaki Eipe - 2014: Dose Ena Telos - 2014: Mi Me Rotate - 2014: Ma Ego Eimai Ellinas - 2018: Ta Pio Megala S' Agapo - 2018: Kamia |